# Metazygia curari
Metazygia curari là một loài nhện trong họ Araneidae.
Loài này thuộc chi Metazygia. Metazygia curari được Herbert Walter Levi miêu tả năm 1995.